# Piper leptonema
Piper leptonema är en pepparväxtart som beskrevs av Joseph Dalton Hooker. Piper leptonema ingår i släktet Piper och familjen pepparväxter. Inga underarter finns listade i Catalogue of Life.